# The War on Errorism
The War On Errorism, ett musikalbum av NOFX, släppt den 6 maj 2003.

## Låtar på albumet
1. "Separation Of Church And Skate"
2. "Irrationality Of Rationality"
3. "Franco Un-American"
4. "The Idiots Are Taking Over"
5. "She's Nubs"
6. "Mattersville"
7. "Decomposuer"
8. "Medio-core"
9. "Anarchy Camp"
10. "American Errorist (I Hate Hate Haters)"
11. "We Got Two Jealous Agains"
12. "13 Stitches"
13. "Re-gaining Unconsciousness"
14. "Whoops, I OD'd"